# Maurycy Ferber (1471–1537)
Maurycy Ferber (łac. Mauritius Ferber) (ur. 1471 w Gdańsku, zm. 1 lipca 1537 w Lidzbarku Warmińskim) – biskup warmiński.

## Życiorys
Pochodził z rodziny patrycjuszy gdańskich, jego ojciec Johann Ferber i brat Eberhard byli burmistrzami Gdańska. W młodości przebywał krótko w Anglii, studiował we Włoszech - Siena (1515 doktor praw) i Rzym (1510-1513); przez wiele lat pracował w Rzymie jako notariusz Kurii Rzymskiej, otrzymał także tytuł szambelana papieża Leona X. Gromadził jednocześnie prebendy - był kanonikiem warmińskim (od 1507, później także kustoszem kapituły), lubeckim, rewelskim i dorpackim. W 1512 został proboszczem Kościoła św. Piotra i Pawła w Gdańsku, w 1514 objął kanonię w Trewirze, a następnie otrzymał probostwo Kościoła Mariackiego w Gdańsku.
Po śmierci biskupa warmińskiego Fabiana Luzjańskiego znalazł się na liście kandydatów królewskich do obsady tej godności, obok niepopularnego prepozyta Pawła Płotowskiego, starszego wiekiem archidiakona Jana Scultetiego oraz swojego siostrzeńca, kanonika Tiedemanna Giesego. Będący faworytem Ferber został wybrany przez kapitułę 14 kwietnia 1523 i otrzymał papieską prekonizację 17 lipca 1523. 28 października t.r. został konsekrowany przez prymasa Jana Łaskiego.
Podjął zdecydowaną walkę z szerzącym się luteranizmem w diecezji. W ordynacji krajowej z 22 września 1526 uznał katolicyzm za jedyną religię na terenie diecezji, nakazał opuszczenie jej terenów przez innowierców w ciągu miesiąca, zakazał rozpowszechniania i przechowywania pism luterańskich; prawa obywatelskie oraz prawa kupna nieruchomości przysługiwały wyłącznie katolikom. Ordynacja ta stanowiła m.in. odpowiedź na sekularyzację Prus Książęcych pod kierunkiem Albrechta, dawnego wielkiego mistrza zakonu krzyżackiego.
Zajmował się również działaniami na rzecz podniesienia poziomu gospodarki i odbudowy diecezji. Odbudowano w tym okresie wiele kościołów i innych budowli; biskup dbał także o szkolnictwo. Określił nowe statuty dla kapituły warmińskiej.
Jest patronem tramwaju Pesa Swing 120NaG SWING Gdańskich Autobusów i Tramwajów o numerze bocznym 1020.